# Syzygium oligomyrum
Syzygium oligomyrum är en myrtenväxtart som beskrevs av Friedrich Ludwig Diels. Syzygium oligomyrum ingår i släktet Syzygium och familjen myrtenväxter. Inga underarter finns listade i Catalogue of Life.